# Tour du Valat
Le Domaine de la Tour du Valat est un centre de recherche pour la conservation des zones humides méditerranéennes fondé par Luc Hoffmann en 1954. Il occupe, en Camargue, une surface d'environ 2 600 hectares. Une partie du site sur 1 844 hectares a été classée en 2008 en réserve naturelle régionale de la région Provence-Alpes-Côte d'Azur.

## Localisation
Le domaine se trouve dans le département des Bouches-du-Rhône, sur la commune d'Arles près du hameau du Sambuc. Il est à proximité immédiate de la Camargue et des Marais du Vigueirat au sein du Parc naturel régional de Camargue.

## Histoire du site

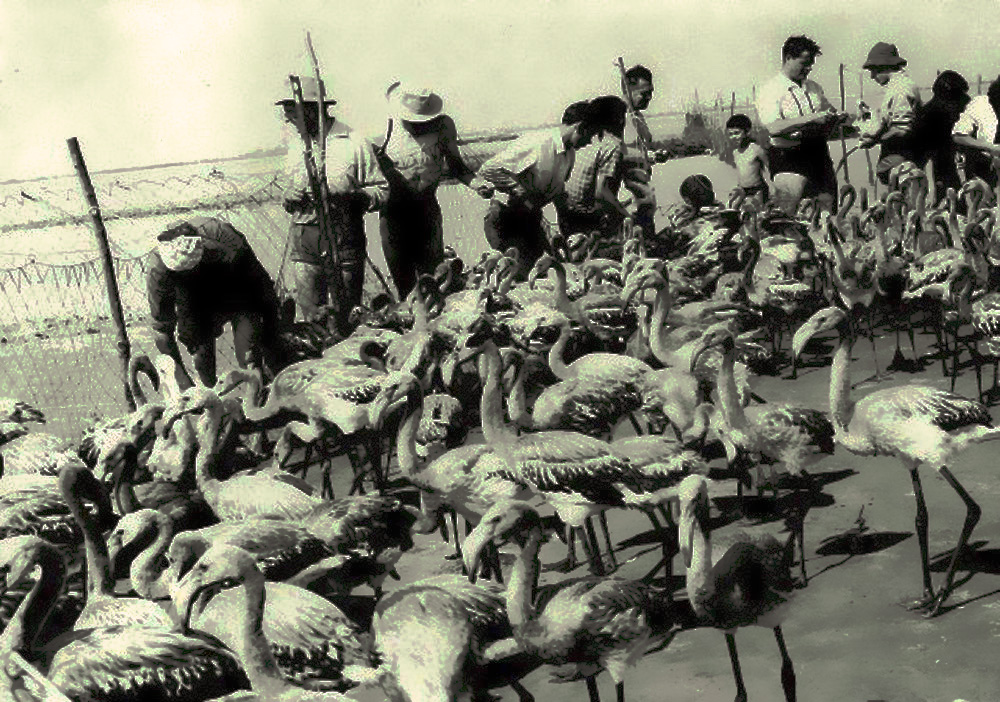
Comptage de flamants à la Tour du Valat.

Le domaine de la Tour du Valat a été acheté en 1947 par Luc Hoffmann puis transformé en 1954 en une station de recherche biologique gérée par une fondation. Celle-ci est une fondation à but non lucratif, reconnue d’utilité publique depuis 1978. 
Une partie du domaine (1 070 ha) a été classée en réserve naturelle volontaire en 1986. Le classement en RNR est intervenu en 2008.
Ce territoire a été l'objet de nombreuses études scientifiques, dont sur le saturnisme aviaire.

## Écologie (biodiversité, intérêt écopaysager…)
Le site se trouve en moyenne Camargue dans la partie fluvio-lacustre. L'endiguement du Rhône et les nombreux ouvrages hydrauliques ont stabilisé les milieux mais limitent le fonctionnement des écosystèmes.
On trouve sur le domaine des marais temporaires, semi-permanents et permanents, des sansouïres et prés salés, des pelouses sèches et des boisements.

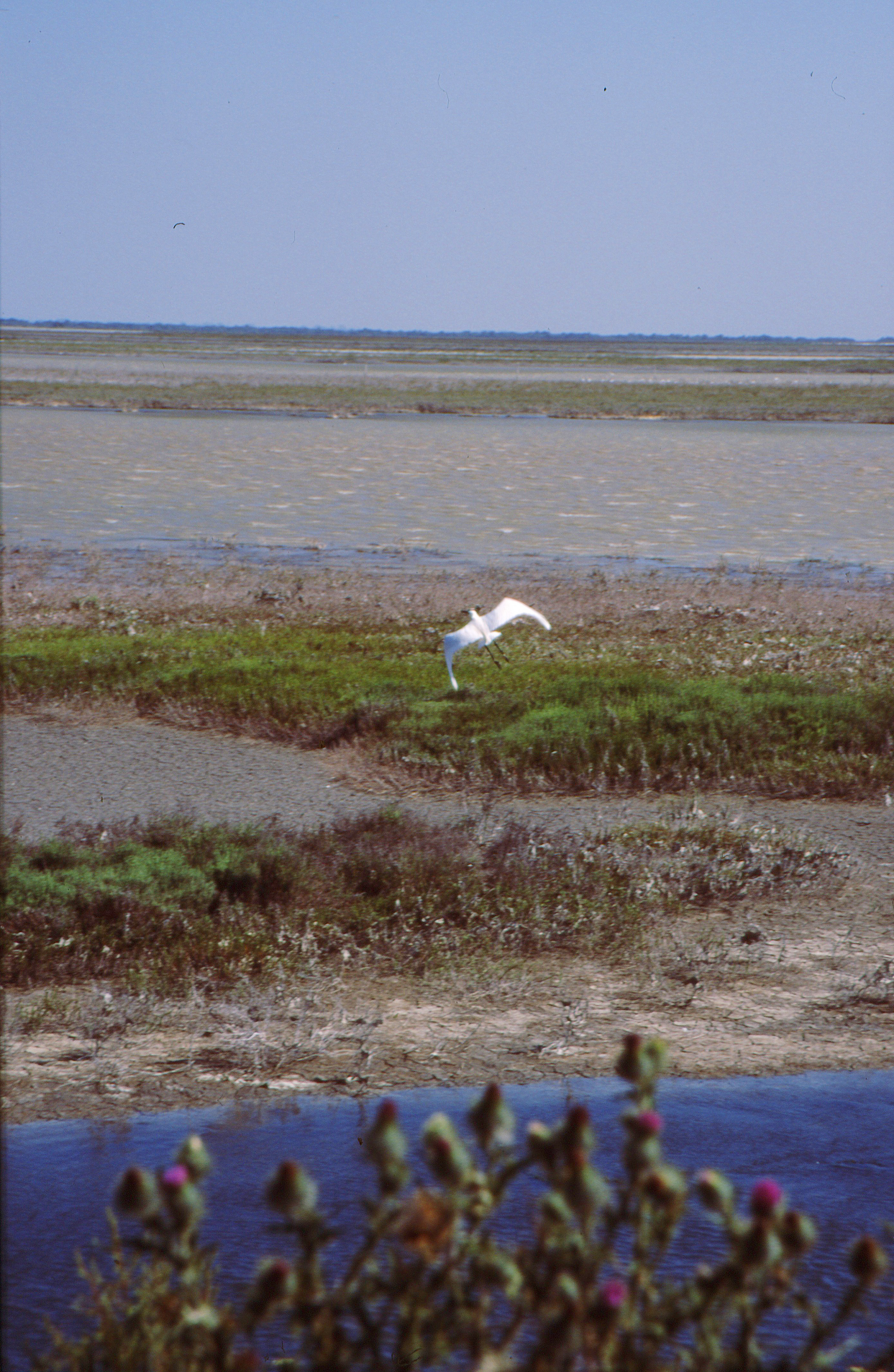
Gabian survolant une sansouïre
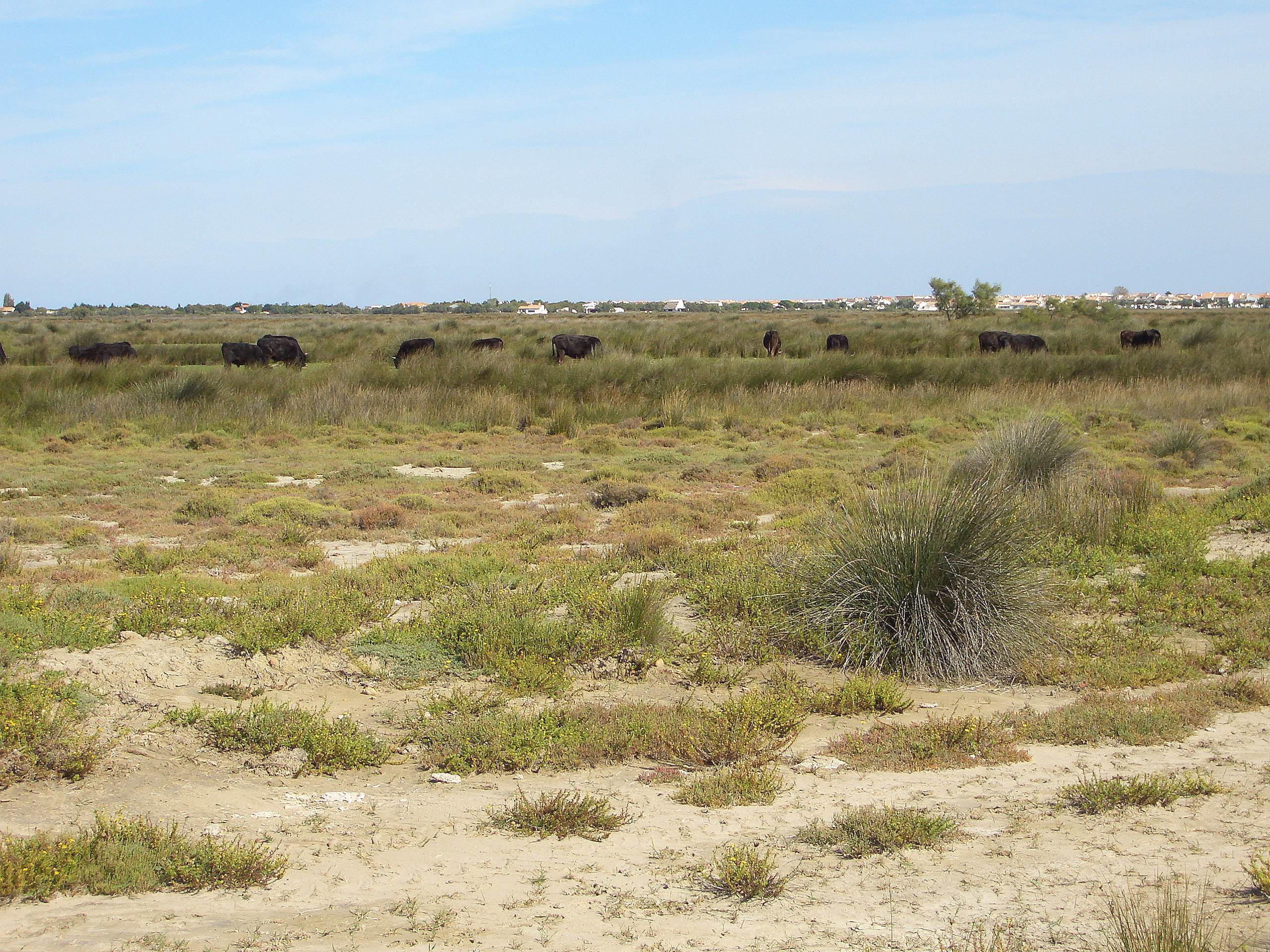
Sansouïre et bouvine
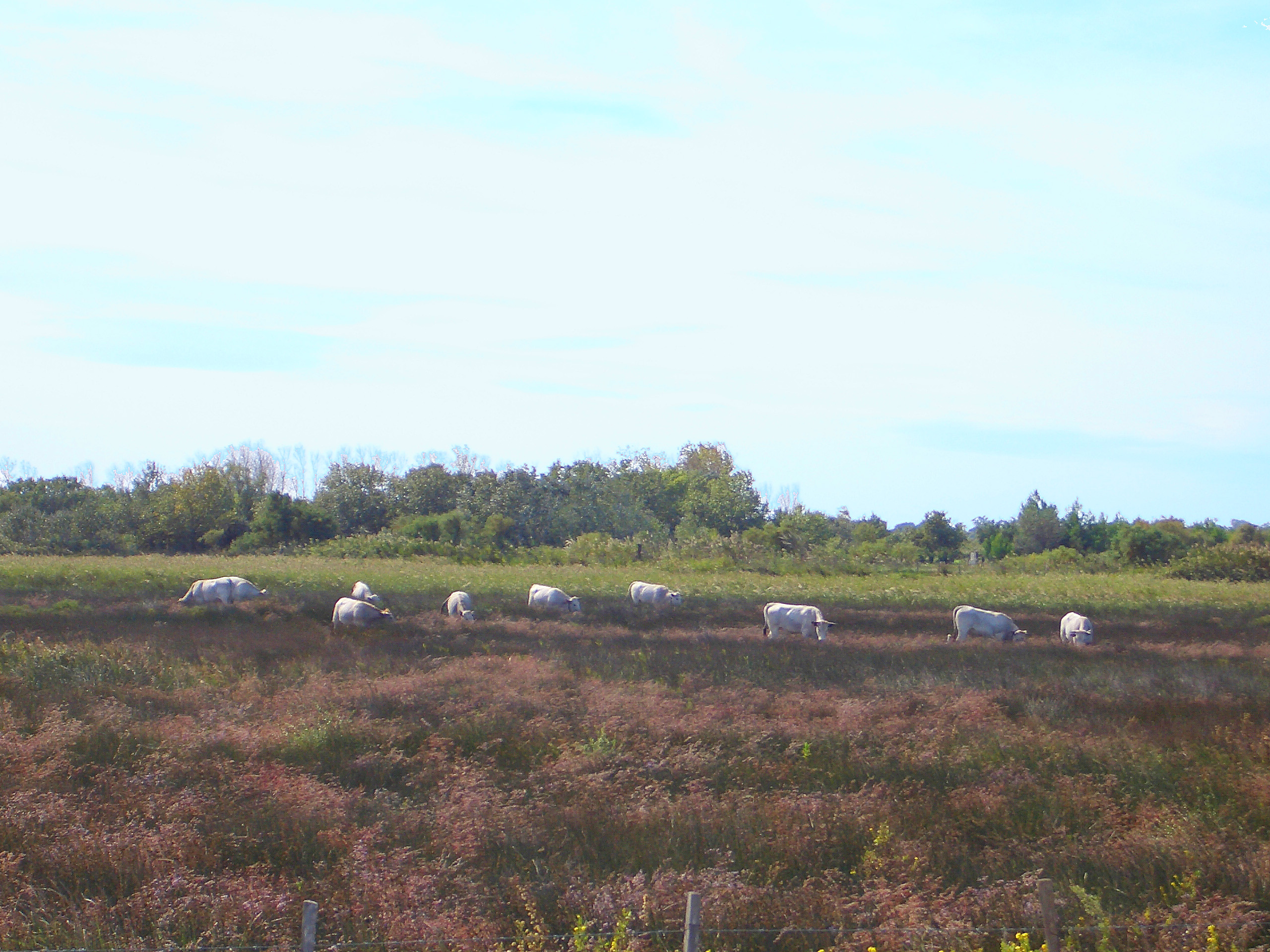
Manade de chevaux dans une sansouïre
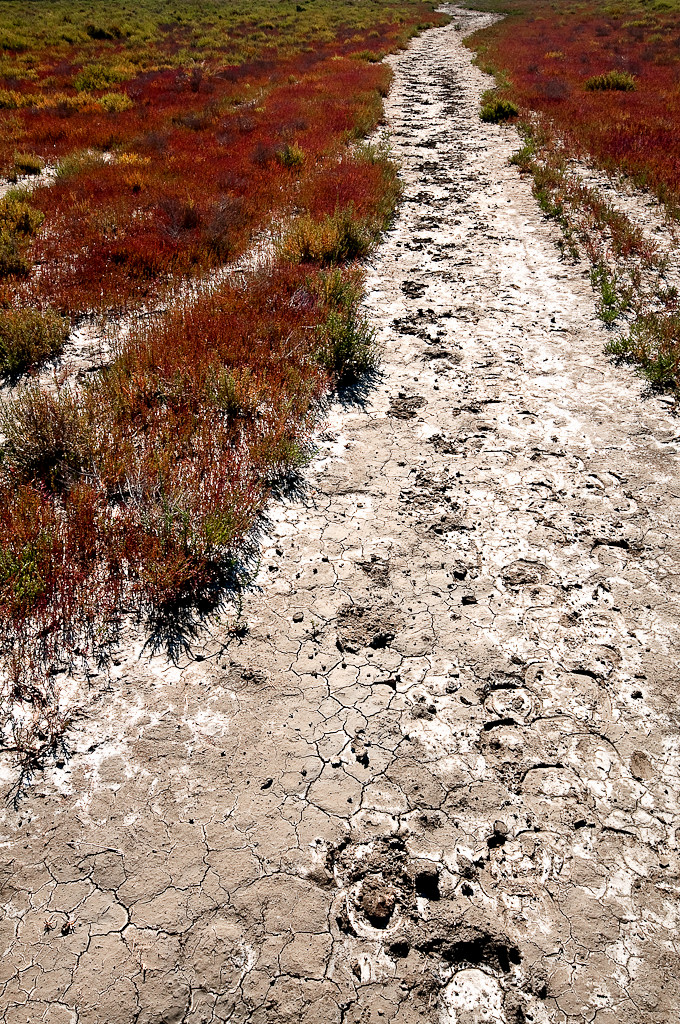
Engane, végétation saline